# Tank 500
Tank 500 — розкішний позашляховик середнього розміру випускається з 2021 року компанією Tank, позашляховим підрозділом Great Wall Motor. Друга модель, представлена брендом після Tank 300, і вміщує сім пасажирів у трьох рядах.

## Опис
Tank 500 було представлено 29 серпня 2021 року на автосалоні в Ченду, його продаж планується наприкінці 2021 року.
Позашляховик був представлений 29 листопада 2021 року з гібридним двигуном на Thailand International Motor Expo 2021.
Tank 500 базується на рамному шасі, передньому та задньому блокуємих диференціалах, і вражаючих позашляхових можливостях, включаючи 223,5 мм дорожній просвіт, 800 мм глибину переходу вбрід і кутом виїзду 29,6º.

Автомобіль оснащено повністю цифровою приладовою панеллю з 12,3-дюймовим екраном для водія та 14,6-дюймовим екраном у центральній панелі для інформаційно-розважальних систем.

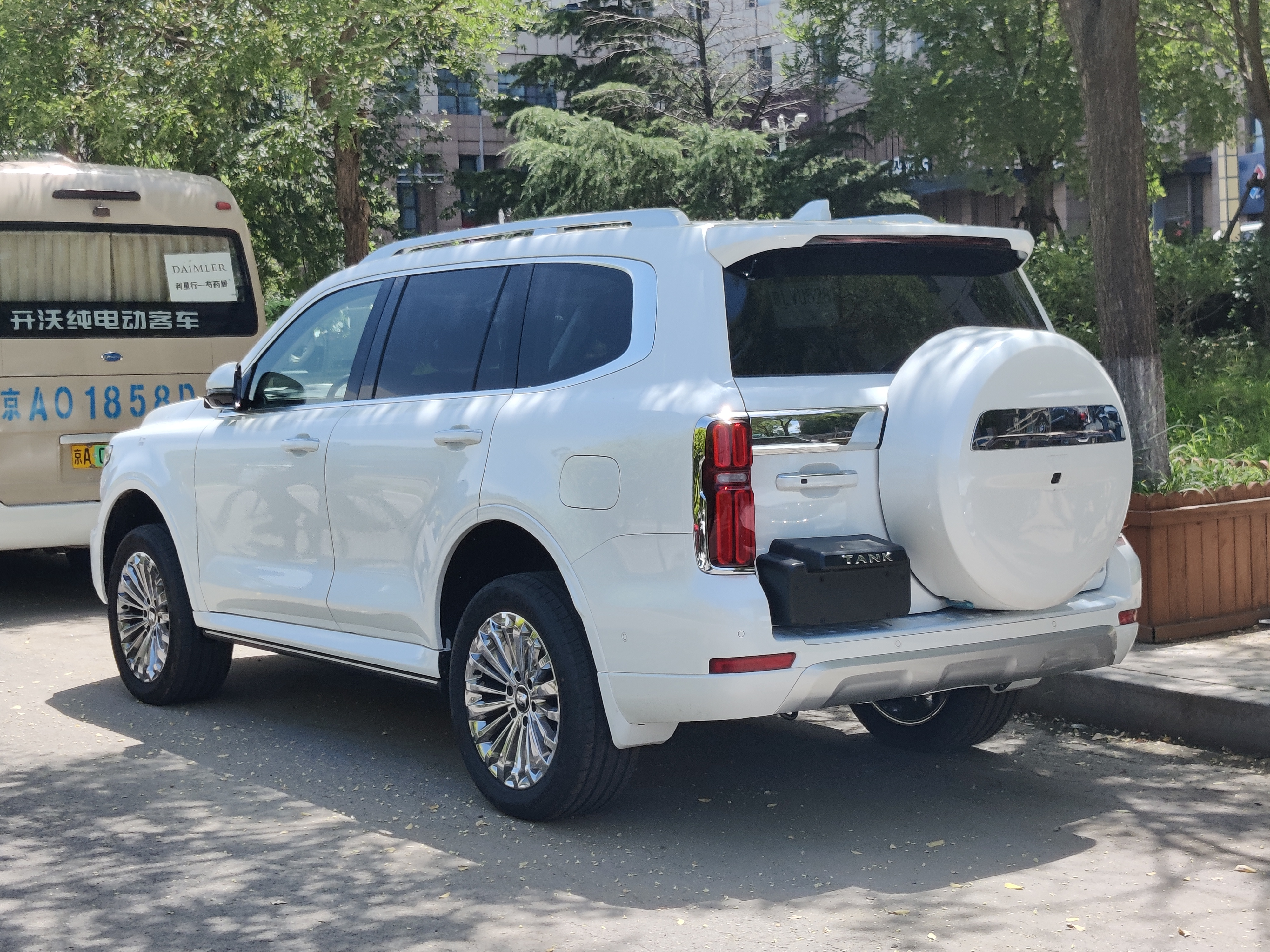
Вид ззаду
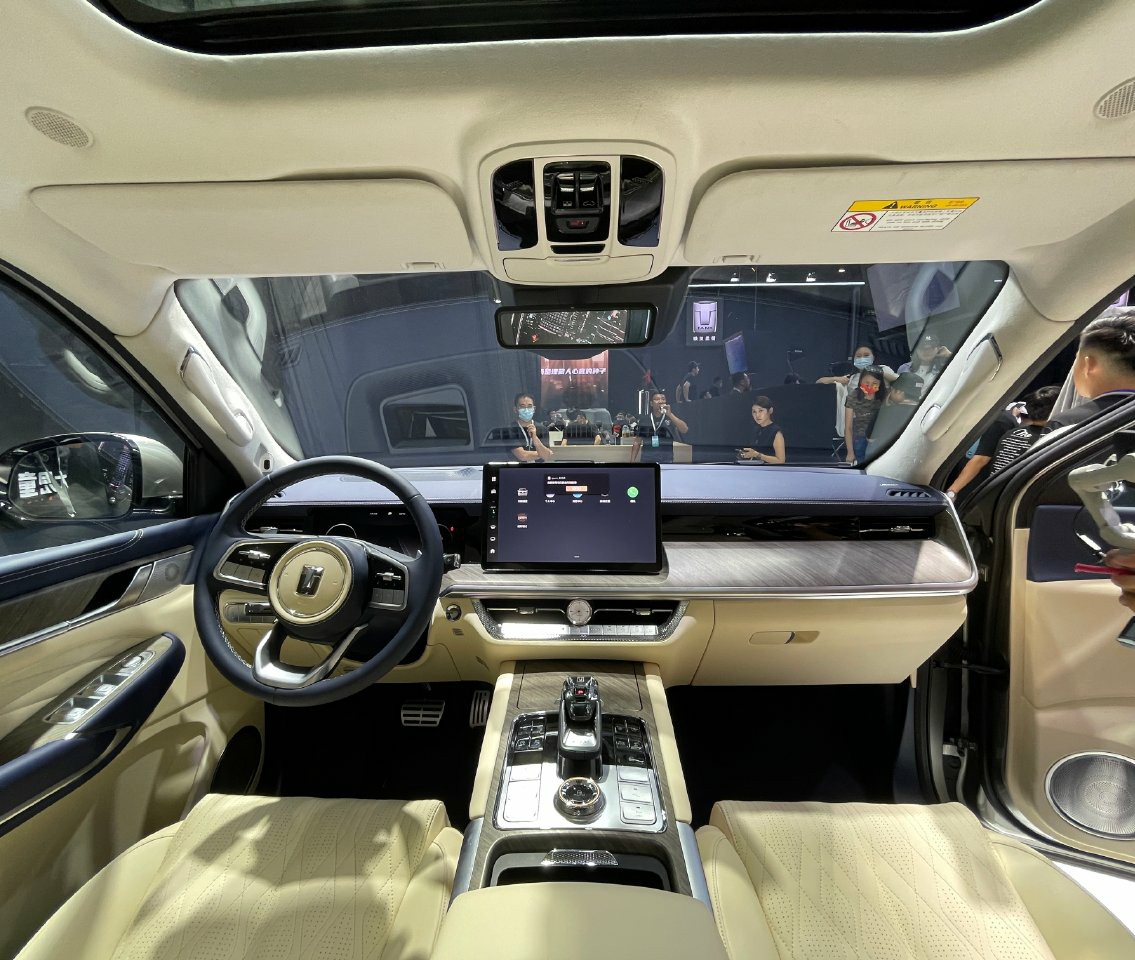
Інтер‘єр

## Силова установка
Потужність забезпечує 3,0-літровий V6 з турбонаддувом і потужністю 349 к.с. (260 кВт) і 500 Н·м (369 фунтів·фут) крутного моменту в поєднанні з 9-ступеневою автоматичною трансмісією.
Гібридний Tank 500 PHEV має 2,0-літровий чотирициліндровий двигун з турбонаддувом, який видає 402 к.с. (300 кВт ) і 750 Н·м (553 фунтів·фут), коробка передач 9HAT. Прискорення від 0–100-км/год, 6,9 секунд і витрати палива на рівні 2,3 л/100 км.